# 多胡辰敬
多胡 辰敬（たご ときたか）は、戦国時代の武将。尼子氏の家臣。経久、晴久、義久の代まで仕えた。国久の三男尼子敬久の与力であったと思われる。

## 経歴
明応6年（1497年）、誕生。
出雲国の戦国大名・尼子氏に仕えて、天文9年（1540年）、吉田郡山城攻めに従軍したが毛利元就らによって撃退された。
天文12年（1543年）には、鰐淵寺造営を行って鰐淵寺領の掟を定め、晴久の命を伝えている。この後石見銀山を守る要衝であり、尼子水軍の根拠地で貿易港でもあった刺鹿の地にある刺鹿岩山城主（島根県大田市久手町刺鹿）となった。
天文23年（1554年）の元旦に月山富田城内で連歌師宗養を招いた際に歌を読んだ事が『多胡文書』に伝わっている。
永禄元年（1558年）、毛利元就は川本温湯城の小笠原長雄を攻撃した。この事態を打開するために晴久は辰敬らを含めた援軍を派遣したが、温湯城は降伏し、長雄は毛利氏に従ったため、援軍は失敗に終わった。
永禄5年（1562年）、毛利氏の石見国侵攻が開始され、辰敬の居城・石見国刺鹿岩山城（支城の余勢城とも）にも毛利軍が侵攻、辰敬は奮戦するも城は落ちて自刃した。

## 人物
多胡辰敬は軍事にも政治にも通じ、連歌を嗜むなど教養豊かであった。諸芸十七箇条からなる『多胡家家訓』を記しており、自身もその家訓を一生に渡って実践し続けていた。